# Bonneviella gracilis
Bonneviella gracilis är en nässeldjursart som beskrevs av John Fraser 1939. Bonneviella gracilis ingår i släktet Bonneviella och familjen Bonneviellidae. Inga underarter finns listade i Catalogue of Life.